# فرد هالیدی (بازیکن فوتبال)
فرد هالیدی (انگلیسی: Fred Halliday; ۱۹ آوریل ۱۸۸۰ – ۲۰ مهٔ ۱۹۵۳) بازیکن فوتبال اهل بریتانیا بود.
از باشگاه‌هایی که در آن بازی کرده‌است می‌توان به باشگاه فوتبال برادفورد سیتی، باشگاه فوتبال بولتون واندررز، باشگاه فوتبال اورتون، باشگاه فوتبال برافورد پارک آونیو، و باشگاه فوتبال لیورپول اشاره کرد.